# Tempestade tropical Beatriz (2017)
A tempestade tropical Beatriz foi uma tempestade tropical de curta duração que atingiu o estado mexicano de Oaxaca em junho de 2017. A segunda tempestade nomeada da temporada de furacões do Pacífico de 2017, Beatriz se desenvolveu a partir de uma onda tropical que saiu da costa da África Ocidental em 18 de maio e cruzou a América Central, e foi designada como Depressão Tropical Dois-E em 31 de maio. Pouco depois de ser transformada em tempestade tropical, Beatriz atingiu a costa perto de Puerto Angel, no México, na noite de 1 de junho. Posteriormente, enfraqueceu em uma depressão tropical à medida que se mudou para a costa, dissipando-se rapidamente depois.
Chuvas fortes em Beatriz causaram enchentes e deslizamentos de terra em partes do sudoeste do México, resultando em sete mortes. Ao longo de seu caminho, Beatriz causou prejuízos de MXN $ 3,2 mil milhões (US $172 milhões).

## História meteorológica
As origens de Beatriz foram traçadas a uma onda tropical que saiu da costa da África Ocidental em 18 de maio. A onda moveu-se para o oeste através do Atlântico e Caribe com convecção mínima, embora a convecção tenha aumentado quando a onda se moveu para o Oceano Pacífico Oriental da América Central até 25 e 26 de maio. Uma ampla área de baixa pressão desenvolvida a partir da onda de cerca de 1,100 km (700 mi) ao sul-sudeste de Acapulco, México. Nos dias seguintes, a circulação do baixo permaneceu alongada, mas as condições favoráveis permitiram que o sistema desenvolvesse convecção organizada. No início de 31 de maio, a baixa foi considerada mais bem organizada, levando o NHC a classificar o distúrbio como uma depressão tropical às 12:00 UTC de 31 de maio cerca de 240 km (150 mi) ao sudoeste de Puerto Angel, México. A depressão moveu-se lentamente para nordeste, incorporada em uma área de fluxo profundo de sudoeste em torno de uma grande depressão de nível médio a superior. Em um ambiente definido por águas quentes e vento leve a moderado, a depressão foi elevada para a tempestade tropical Beatriz enquanto 64 km (40 mi) sudoeste de Puerto Angel às 18:00 UTC de 1º de junho. Beatriz atingiu seu pico de intensidade com ventos máximos sustentados de 72 km/h (45 mph) e uma pressão barométrica mínima de 1002 mbar (hPa; 29,59 inHg) pouco antes de aterrissar a oeste de Puerto Angel naquela noite. Beatriz enfraqueceu para uma depressão tropical às 6:00 UTC de 2 de junho e rapidamente se dissipou no terreno montanhoso do México. Os remanescentes de Beatriz ainda mantiveram alguma convecção e se mudaram para o Golfo do México, onde não conseguiram reconstruir devido ao forte cisalhamento do vento.

## Preparações e impacto

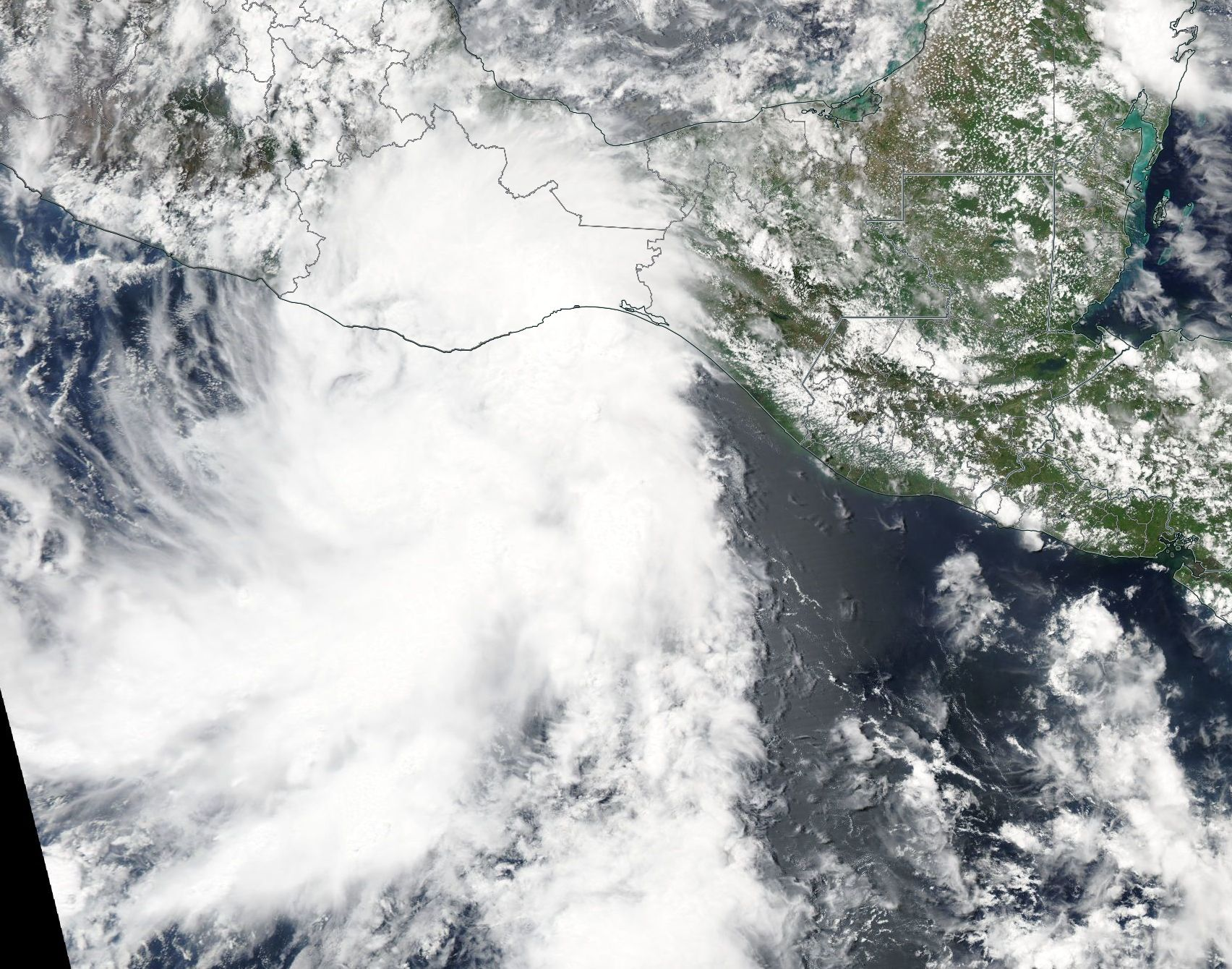
Beatriz se aproximando do desembarque no México em 1 de junho

Em preparação para Beatriz, o governo do México emitiu um Alerta de Tempestade Tropical e, por fim, um Aviso de Salina Cruz para Puerto Escondido em Oaxaca. O aviso foi interrompido às 06:00 UTC de 2 de junho, quando Beatriz se mudou para o interior. Em Oaxaca, as escolas ficaram fechadas até 3 de junho e os voos do Aeroporto Internacional das Bahías de Huatulco foram cancelados.
De acordo com autoridades locais, Beatriz foi responsável por seis mortes, incluindo duas crianças e quatro mulheres mortas em deslizamentos de terra em Oaxaca. Notícias indicam que centenas de deslizamentos de terra ocorreram em todo o sudoeste do México, deixando dezenas de estradas intransitáveis, incluindo trechos da Rodovia Federal 200. Uma parte da rodovia Oaxaca-Tehuantepec foi destruída e uma ponte na rodovia sofreu alguns danos. Vários rios da região transbordaram de suas margens, o que afetou residências em várias comunidades. No entanto, as chuvas trouxeram o alívio necessário devido à seca para a região, enchendo um reservatório local com capacidade de 70% pela primeira vez em dois anos.